# Pendolino

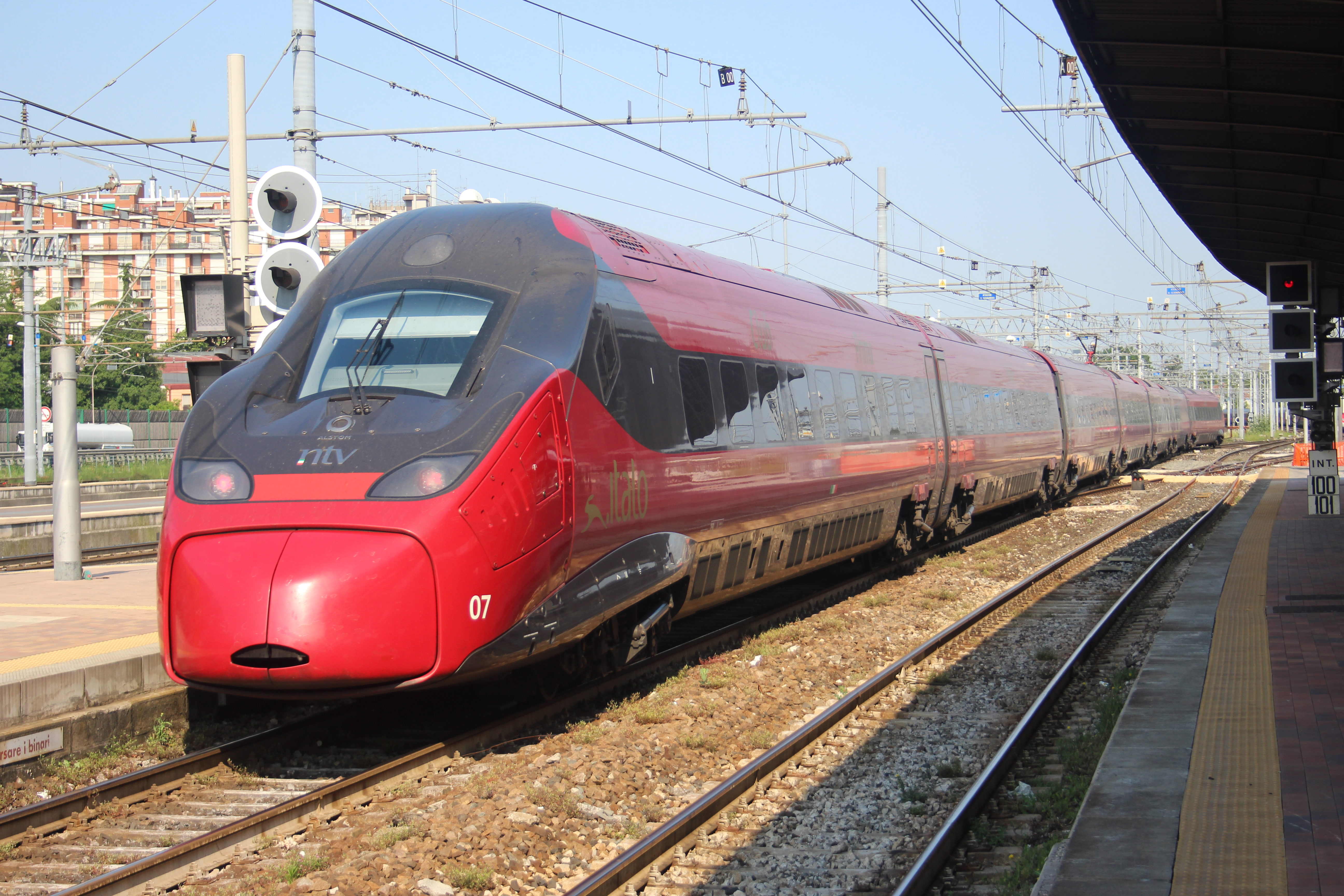
Italo EVO ETR 675 de mare viteză operat de NTV, care a intrat în funcțiune în 2018.

Pendolino este un tip de trenuri de mare viteză care au fost folosite pentru prima dată în Italia dar acum operează în Cehia, China, Elveția, Finlanda, Germania, Polonia, Portugalia, Regatul Unit, Rusia, și Slovenia. Trenurile de tip Pendolino sunt construite la fabrica Fiat Ferroviaria din Italia, acum numită Alstom.
În 2005, Căile Ferate Române și-a exprimat intenția de a achiziționa unități Pendolino pentru servicii InterCity pe rutele București-Brașov și București-Constanța. Înca nu a fost confirmată această intenție și nu au fost comandate trenurile la Alstom.

## Cehia
České dráhy, compania națională de căi ferate a Cehiei, a depus comanda pentru unități Pendolino în 2000. Primele trenuri au fost livrate în 2004, și au fost înregistrate ca și Clasa 680 (Pendolino). Aceste unități au avut probleme cu sistemul de semnalizare ceh, deși problema a fost rezolvată și primele servicii regulare vor începe în decembrie 2005, pe relația Praga-Brno-Břeclav și Praga-Ostrava. În anul 2005, unitățile Pendolino au fost folosite pentru rute de test și au transportat călători între Decín și Praga. Viteza record a acestui tren în Cehia este de 237 km/h.

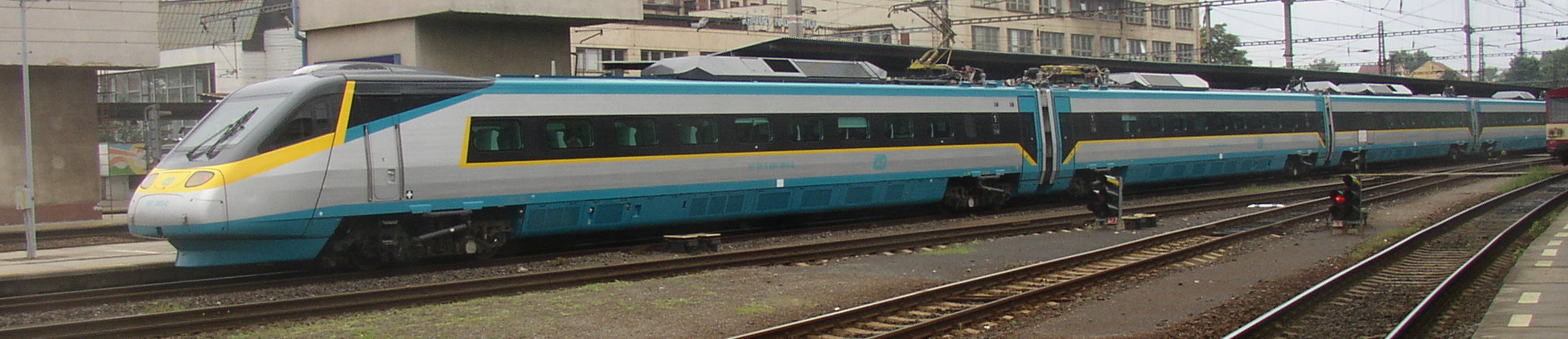
Tren Pendolino în Kralupy nad Vltavou, Cehia

## Finlanda
Modelul finlandez, S220, este bazat pe ETR 460, adaptat la cerințele VR (Valtionrautatiet, compania feroviară finlandeză) și la climatul rece al țării. Primele 2 unități au fost produse în 1995 de Rautaruukki-Transtech. În prezentă există 18 unități în serviciu.

## Italia
Articol principal: Eurostar Italia
În Italia, țara de naștere a acestui tip de trenuri, au fost explorate diferite variante pentru liniile de mare viteză (din care una cu vagoane fixe și scaune care se înclinau). În 1975, prototipul Pendolino ETR 401 a fost introdus în serviciu. Prototipul era construit de Fiat și operat de Ferrovie dello Stato. În 1987 a început operarea unei întregi flote de trenuri (numite ETR 450), care foloseau o parte din tehnologiile lansate de proiectul APT. În 1993 a apărut ultima generație, ETR 460.

## Portugalia
Articol principal: Alfa Pendular
În Portugalia, trenurile Pendolino operează sub numele Alfa Pendular și deservesc următoarele orașe: Albufeira, Aveiro, Braga, Coimbra, Entroncamento, Vila Nova de Famalicão, Faro, Lisabona, Loulé, Pinhal Novo, Pombal, Porto, Santarém, Tunes, Vila Nova de Gaia.
Trenurile au trebuit modificate pentru a circula pe șinele largi din Portugalia.

## Regatul Unit

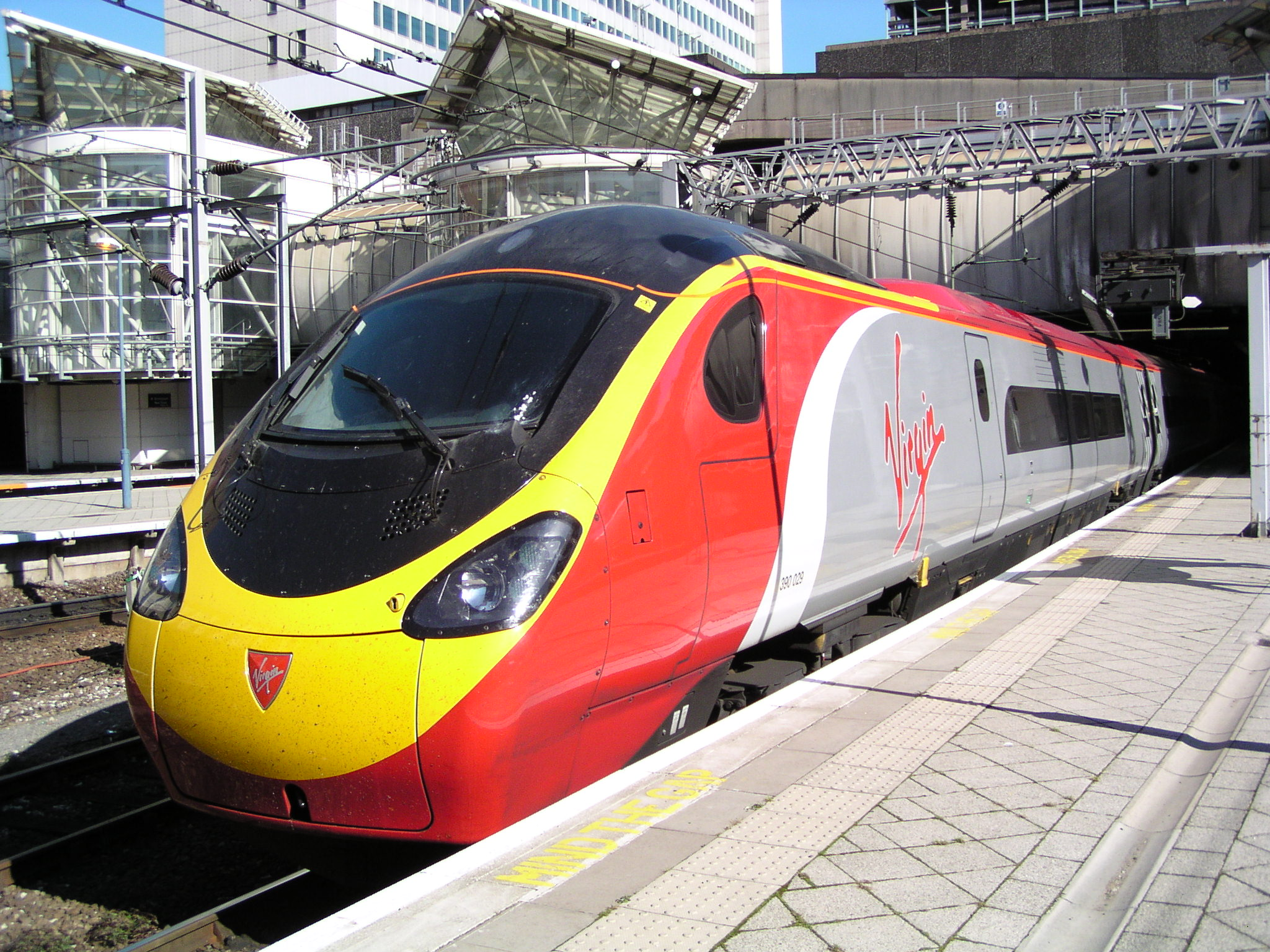
Pendolino Class 390 în Birmingham.

În 2004 Virgin Trains a început să opereze trenuri Pendolino modificate (cunoscute sub numele de Class 390) pe linia West Coast Main Line (WCML).

## Slovenia
Articol principal: InterCitySlovenija
În Slovenia, trenurile Pendolino operează sub numele InterCitySlovenija și sunt folosite pe liniile principale ale țării.

## Spania
Articol principal: Alta Velocidad Española
În cadrul Alta Velocidad Española circulă și trenuri de tip Pendolino, produse de Alstom, pe linia Madrid-Sevilla.